# (14019) Pourbus
(14019) Pourbus est un astéroïde de la ceinture principale.

## Description
(14019) Pourbus est un astéroïde de la ceinture principale. Il fut découvert le 10 août 1994 à La Silla par Eric Walter Elst. Il présente une orbite caractérisée par un demi-grand axe de 2,27 UA, une excentricité de 0,13 et une inclinaison de 1,1° par rapport à l'écliptique.